# Disturbios en Sinkiang de 2008

Región autónoma uigur de Sinkiang en rojo

Los disturbios uigures de 2008 son una serie de incidentes de violencia perpetrados por uigures en los condados de Jotán y Qaraqash en el oeste de China, con incidentes en marzo, abril y agosto de 2008. Las protestas fueron impulsadas por la muerte bajo custodia policial de Mutallip Hajim.
Las autoridades etiquetan a grupos como el Hizb ut-Tahrir (Partido Islámico de Liberación) o el Partido Islámico del Turquestán como terroristas y les atribuyen la mayor parte de las actividades de descontento de los últimos años.

## Incidentes
Según los informes, el 18 de marzo de 2008, una mujer uigur detonó una bomba en un autobús urbano en Urumqi y escapó antes de la explosión. Si bien los funcionarios negaron el incidente, el International Herald Tribune informó que los residentes confirmaron el bombardeo. Numerosos negocios pertenecientes a la etnia musulmana hui fueron destruidos por el grupo separatista.
El 23 de marzo de 2008, uigures realizaron protestas contra el gobierno en la región occidental de Sinkiang, China. Los funcionarios chinos culparon a los separatistas inspirados por los disturbios tibetanos de 2008. Los manifestantes tomaron las calles en el bazar semanal en Jotán. Las autoridades mantienen estrictos controles sobre la información del área y los reportes de muertes o su negación no pudieron ser verificados de manera independiente.
Las manifestaciones siguieron a la muerte bajo custodia de un rico comerciante y filántropo de jade uigur, Mutallip Hajim, de 38 años. Los manifestantes, que según varios relatos rondaban los 600, iniciaron su marcha en la estación de autobuses de Lop. Un número desconocido de hombres marcharon hacia la zona comercial Big Bazar, donde fueron rodeados por policías que detuvieron a alrededor de 400 manifestantes. The New York Times informó que los manifestantes izaban pancartas y gritaban consignas a favor de la independencia antes de que entraran las fuerzas policiales.
El 23 y 24 de marzo de 2008, hasta 1000 personas en Jotán y en Karakax tomaron las calles en protesta. Las protestas coincidieron con los disturbios en el Tíbet, pero las motivaciones parecían ser locales. Un tema que supuestamente llevó a los lugareños a las calles en protesta fue la prohibición del gobierno de que las mujeres usen velo. Otro problema fue la muerte de Mutallip Hajim. Alim Seytoff, director del Congreso Mundial Uigur, declaró que "los uigures comenzaron a protestar después del asesinato de Mutallip Hajim, que había muerto bajo custodia policial". Esta afirmación fue repetida por fuentes anónimas en un informe de Radio Free Asia. La policía local y el departamento de asuntos religiosos dirigido por el gobierno se negaron a comentar sobre la muerte de Hajim cuando fueron contactados por Agence France-Presse.
La policía arrestó a 70 personas de etnia uigur en la ciudad de Kasgar en la Ruta de la Seda el 3 de abril, por temor a problemas cuando la llama olímpica atraviese la ciudad en junio, informó The Guardian.
Los residentes de los municipios y aldeas cercanas a Gulja, una ciudad en el noroeste de Sinkiang, dijeron que el 4 de abril se detuvo a unos 25 uigures con un aviso de que la gente de la zona estaba fabricando bombas.
El 4 de agosto de 2008, dos hombres atacaron un puesto de policía cerca de la ciudad de Kasgar. Lanzaron dos artefactos explosivos improvisados y atacaron a la policía con cuchillos. Según la agencia de noticias del gobierno, 16 policías murieron y otros 16 resultaron heridos.
El 10 de agosto de 2008, en la ciudad de Kuqa, se informó de una serie de explosiones y tiroteos. Las explosiones ocurrieron en varias comisarías y oficinas. Los hechos se cobraron 12 muertos, diez de los cuales fueron los propios atacantes.
El 12 de agosto de 2008, hombres no identificados agredieron con cuchillos a guardias civiles en la ciudad de Yamanya, dejando tres muertos y uno gravemente herido.
El 28 de agosto de 2008, un grupo de policías fue atacado por seis o siete atacantes con cuchillos en la ciudad de Qizilboy, lo que provocó la muerte de dos policías de etnia uigur y al menos otros dos policías resultaron gravemente heridos. Según el subjefe de policía del condado de Peyzawat, los agentes de policía, todos de etnia uigur, estaban registrando un campo de maíz tras recibir un aviso de que una mujer sospechosa de ayudar a los asaltantes en el ataque de Yamanya se escondía allí.